# Torneio Internacional da Malásia
Torneio Internacional da Malásia foi um torneio de futebol de seleções de base disputado em Kuala Lumpur, capital da Malásia, em 2003.
O torneio, disputado entre os dias 13 e 16 de março, tinha como objetivo ser um preparatório para o Mundial Sub-20, que aconteceria no meio do ano. Entretanto, a competição da FIFA, disputada nos Emirados Árabes, acabou adiada para o final do ano por conta da Guerra do Iraque.
Na grande final, o Brasil ficou com o título após derrotar Portugal por 3–1.

## Esquema
|  | Semifinais    | Semifinais |   |         | Final          | Final |  |
|  |               |            |   |         |                |       |  |
|  |               |            |   |         |                |       |  |
|  | Brasil        | 3          |   |         |                |       |  |
|  | Malásia       | 0          |   |         |                |       |  |
|  |               |            |   |         |                |       |  |
|  |               |            |   |         |                |       |  |
|  |               |            |   |         | Brasil         | 3     |  |
|  |               | Portugal   | 1 |         |                |       |  |
|  |               |            |   |         |                |       |  |
|  |               |            |   |         |                |       |  |
|  |               |            |   |         | Terceiro lugar |       |  |
|  |               |            |   |         |                |       |  |
|  | Portugal      | 1          |   | Malásia | 0              |       |  |
|  | Coreia do Sul | 0          |   |         | Coreia do Sul  | 2     |  |

## Semifinais
Na primeira semifinal, o Brasil derrotou a Malásia, anfitriã da competição, e Portugal venceu a Coreia do Sul, atual campeã asiática.
| 13 de março   | Brasil                                                | 3 – 0 | Malásia | Estádio Nacional Bukit Jalil, Kuala Lumpur |
| 18:00 (UTC+8) | Dudu Cearense 8' · Dagoberto 32' · Cleiton Xavier 44' |       |         |                                            |

| 13 de março   | Portugal     | 1 – 0 | Coreia do Sul | Estádio Nacional Bukit Jalil, Kuala Lumpur |
| 21:00 (UTC+8) | Custódio 89' |       |               | Árbitro: MYS Halim Abdul Hamid             |

## Final
Na decisão do torneio, o Brasil saiu atrás do marcador, mas conseguiu a virada e o título após a expulsão do zagueiro português Pedro Ribeiro.
| 16 de março   | Brasil                                  | 3 – 1 | Portugal          | Estádio Nacional Bukit Jalil, Kuala Lumpur |
| 00:00 (UTC+8) | Carlos Alberto 33' · Dagoberto 41', 84' |       | 2' Filipe Falardo | Árbitro: MYS Ramachandran                  |